# Trichoderma longibrachiatum
Trichodérma longibrachiátum (лат.) — вид несовершенных грибов (телеоморфная стадия неизвестна), относящийся к роду триходерма (Trichoderma) семейства гипокрейные (Hypocreaceae).
Центральный вид преимущественно тропического видового комплекса, в котором известно лишь несколько видов, образующих телеоморфу — в частности, наиболее трудно отличимый от Tr. longibrachiatum вид Trichoderma orientale, а также другой широко известный вид Trichoderma citrinoviride.

## Описание
Колонии на агаре с 2 % солодовым экстрактом на 4-е сутки 6—7 см в диаметре. Реверс зеленовато-жёлтый. Конидиальное спороношение сконцентрировано в пучках, затем корковидное.
Конидиеносцы длинные, с короткими слабо разветвлёнными веточками. Фиалиды преимущественно одиночные, реже парные или в мутовках по три, фляговидные, 5,3—11,6 × 2—3,2 мкм. Конидии бледно-зелёные, яйцевидные или эллипсоидальные, 3,4—6,6 × 2,3—3,5 мкм, гладкостенные.
Телеоморфа неизвестна.

## Экология и значение
Преимущественно почвенный гриб, также выделенный в качестве микотрофа, симбионта морских губок.
Распространён преимущественно в тропических регионах. Описан из почвы в Огайо.

## Таксономия
Trichoderma longibrachiatum Rifai, Mycol. Pap. 116: 42 (1969).